# Lista de regências e cidades de Bali
Esta é uma lista de regências e cidades da ilha e província de Bali, na Indonésia. As regências (em indonésio: kabupaten) e as cidades (kota) são subdivisões administrativas de segundo nível da Indonésia, que são agrupadas em províncias.
| Regência / Cidade                                                                                                 | Capital    | População (2022) | Área (km²) | Dens. pop. (hab.km²) | Num de distritos | Num. de aldeias [◊] | Selo | Localização em Bali |
| --- | ---------- | ---------------- | ---------- | -------------------- | ---------------- | ------------------- | ---- | ------------------- |
| Badungue | Mangupura  | 517 969          | 398,75     | 1 298,98             | 6                | 16 / 46             |      |                     |
| Bangli | Bangli     | 255 413          | 526,76     | 484,88               | 4                | 4 / 68              |      |                     |
| Buleleng | Singaraja  | 827 642          | 1 322,75   | 625,7                | 9                | 19 / 129            |      |                     |
| Dempassar | –          | 653 136          | 125,87     | 5 188,97             | 4                | 16 / 27             |      |                     |
| Gianyar | Gianyar    | 501 870          | 364,36     | 1 377,4              | 7                | 6 / 64              |      |                     |
| Jembrana | Negara     | 325 879          | 849,13     | 383,78               | 5                | 10 / 41             |      |                     |
| Karangasem | Amlapura   | 522 729          | 839,32     | 622,8                | 8                | 37 / 75             |      |                     |
| Klungkung | Semarapura | 217 469          | 313,96     | 692,66               | 4                | 6 / 53              |      |                     |
| Tabanan | Tabanan    | 465 086          | 849,31     | 547,6                | 10               | 0 / 133             |      |                     |
| Totais | Totais     | 4 287 193        | 5 590,21   | 766,91               | 57               | 108 / 572 (680)     |      |                     |
| [◊] ^ O primeiro número refere-se a kelurahans (núcleos urbanos ou cidades) e o segundo a desas (aldeias rurais). |            |                  |            |                      |                  |                     |      |                     |